# Віла-Веля-де-Родан
Ві́ла-Ве́ля-де-Ро́дан (порт. Vila Velha de Ródão; МФА: [ˈvi.ɫɐ ˈvɐ.ʎɐ dɨ ˈʁɔ.dɐ̃w], Ві́ла-Ве́ля-ди-Ро́дан, «старе містечко Родан») — муніципалітет і містечко в Португалії, в окрузі Каштелу-Бранку. Розташований у східній частині країни, на теренах історичної португальської провінції Бейра. Належить до Порталегрівсько-Каштелу-Бранківської діоцезії Католицької церкви в Португалії. Права міського самоврядування має з 1296 року. Поділяється на 4 парафії. За адміністративним поділом, чинним до 1976 року, був складовою провінції Нижня Бейра. Площа муніципалітету — 329,91 км², населення муніципалітету — 3521 ос. (2011); густота населення — 10,67 осіб/км²
. Патрон — Діва Марія. Святковий день муніципалітету — понеділок після 4-ї неділі серпня. Поштовий індекс — 6030.  Код місцевої адміністративної одиниці — 0511. Складова статистичного регіону Центр.

## Назва
- Віла-Веля-де-Родан (порт. Vila Velha de Ródão, стара орфографія: порт. Villa Velha de Rodam) — сучасна португальська назва.

## Географія
Віла-Веля-де-Родан розташована на сході Португалії, на півдні округу Каштелу-Бранку, на португальсько-іспанському кордоні.
Віла-Веля-де-Родан межує на півночі й сході з муніципалітетом Каштелу-Бранку, на південному сході — з Іспанією, на півдні — з муніципалітетом Ніза, на заході — з муніципалітетами Масан і Пруенса-а-Нова.

## Історія
1296 року португальський король Дініш надав Вілі-Веля-де-Родан форал, яким визнав за поселенням статус містечка та муніципальні самоврядні права.

## Населення
| Кількість мешканців | Кількість мешканців | Кількість мешканців | Кількість мешканців | Кількість мешканців | Кількість мешканців | Кількість мешканців | Кількість мешканців | Кількість мешканців | Кількість мешканців | Кількість мешканців | Кількість мешканців | Кількість мешканців | Кількість мешканців | Кількість мешканців |
| ------------------- | ------------------- | ------------------- | ------------------- | ------------------- | ------------------- | ------------------- | ------------------- | ------------------- | ------------------- | ------------------- | ------------------- | ------------------- | ------------------- | ------------------- |
| 1864                | 1878                | 1890                | 1900                | 1911                | 1920                | 1930                | 1940                | 1950                | 1960                | 1970                | 1981                | 1991                | 2001                | 2011                |
| 4 728               | 5 224               | 6 161               | 6 633               | 7 627               | 7 803               | 8 753               | 9 639               | 9 568               | 8 039               | 6 417               | 5 605               | 4 960               | 4 098               | 3 521               |

## Парафії
- Віла-Веля-де-Родан
- Перайш
- Сарнадаш-де-Родан
- Фрател